# Судан на Светском првенству у атлетици на отвореном 2022.
Судан је учествовао на 18. Светском првенству у атлетици на отвореном 2022. одржаном у Јуџину  од 15. јула до 25. јула осамнаести пут, односно учествовао је на свим првенствима до данас. Репрезентацију Судана представљао је 1 такмичар који се такмичио у трци на 5.000 метара.,
На овом првенству такмичар Судана није освојио ниједну медаљу нити је остварио неки резултат.

## Учесници
Мушкарци:
- Јасин Абдала — 5.000 м

## Резултати

### Мушкарци
| Атлетичар    | Дисциплина | Лични рекорд | Квалификације   | Квалификације | Полуфинале           | Полуфинале           | Финале               | Финале       | Детаљи |
| Атлетичар    | Дисциплина | Лични рекорд | Резултат        | Место         | Резултат             | Место                | Резултат             | Место        | Детаљи |
| ------------ | ---------- | ------------ | --------------- | ------------- | -------------------- | -------------------- | -------------------- | ------------ | ------ |
| Јасин Абдала | 5.000 м    | 13:33,26     | 14:15,59 (.586) | 18. у гр. 2   | Није се квалификовао | Није се квалификовао | Није се квалификовао | 38 / 41 (42) |        |